# لتلهاکنگ، بوتسوانا
لتلهاکنگ (به انگلیسی: Letlhakeng) شهری در ناحیهٔ کوننگ کشور بوتسوانا است که در سال ۲۰۰۰ میلادی ۹٬۶۷۶ نفر جمعیت داشته که از این تعداد، ۴٬۶۸۵ نفر مرد و ۴٬۹۹۱ نفر زن بوده‌اند.